# Stairway Glacier
Stairway Glacier är en glaciär i Kanada.   Den ligger i territoriet Yukon, i den västra delen av landet, 4 400 km väster om huvudstaden Ottawa. Stairway Glacier ligger 1 876 meter över havet.
Terrängen runt Stairway Glacier är huvudsakligen bergig, men den allra närmaste omgivningen är kuperad. Trakten runt Stairway Glacier är nära nog obefolkad, med mindre än två invånare per kvadratkilometer.. Det finns inga samhällen i närheten.
Trakten runt Stairway Glacier är permanent täckt av is och snö.